# موجودات کابوس ۲ (بازی)
موجودات کابوس ۲ به انگلیسی (Nightmare Creatures II) عنوان قسمت دوم بازی موجودات کابوس (بازی) است که اولین بار در ۲۳ ماه می سال ۲۰۰۰ میلادی توسط کالیستو ساخته و توسط کمپانی کونامی برای دریم‌کست و پلی استیشن منتشر شده‌است.

## داستان بازی
در سال ۱۹۳۴ میلادی یک شخص به نام آدام کراولی یک شخص آنتاگونیست که در قسمت اول بازی نیز حضور داشت دست به ایجاد یک مسابقه توسط موجودات نیمه انسان نیمه حیوان جهش یافته که خودش آن‌ها را ساخته است میزند تا به اهداف شیطانی خودش برسد.
والاس که شخصیت اصلی بازی می‌باشد یکی از بیماران مورد آزمایش این پروژه می‌باشد که در بیمارستانی زندانی است و در ابتدای بازی موفق به فرار از بیمارستان می‌شود و در صدد انتقام از آدام کراولی و توقف نقشه‌های خبیثانه وی است. سلاح اصلی والاس که آن را در شروع بازی از اتاقی که در آن حبس شده به دست می‌آورد یک تبر می‌باشد و در تمام مراحل بازی همراه اوست و در طی مراحل بازی سلاح جانبی دیگری نیز بدست می‌آورد که عبارتند از تپانچه انواع طلسم مانند یخ و آتش و مگس‌های خونخوار و سایر طلسم‌ها که بازی باز در حالت عادی در استفاده از آن‌ها محدود هست.
والاس در طی بازی با زنی به نام راشل آشنا می‌شود که اولین بار وی را از آتش سوزی نجات می‌دهد و تصمیم میگیرند هرکدام جداگانه اقدام به یافتن آدام کراولی کنند، والاس با سرنخ‌هایی که دارد متوجه می‌شود آدام کراولی در یک قلعه ساکن است و پس از فراز نشیب‌های بسیار به قلعه میرسد ولی متوجه می‌شوند که آدام کراولی در آنجا نیست پس والاس در نتیجه با یک هواپیمای دوباله به سمت پاریس حرکت می‌کند و رد آدام کراولی را در سینمایی در پاریس پیدا می‌کند اما باز هم دیر رسیده در این حین راشل که از نقشه‌های آدام کراولی مطلع است از والاس می‌خواهد تا در موزه‌ای یکدیگر را ملاقات کنند، ولی ناخواسته قبل از رسیدن والاس، راشل توسط زامبی‌ها دستگیر می‌شود و درون یک تابوت در دخمه‌ای زندانی می‌شود. والاس پس از نابود کردن دشمنان و زامبی‌های داخل موزه و رسد کردن آنجا نقشه‌ای کلی از برج ایفل میابد و به دخمه‌ای که راشل در آن زندانی است میرسد ولی وقتی درب تابوتی که راشل در آن زندانی است را باز می‌کند متوجه می‌شود که این یک تله بوده و تابوت‌ها پر از زامبی هاست ناگزیر والاس اقدام به فرار می‌کند و سوار یک اتوموبیل می‌شود و از محل میگریزد ولی نمی‌داند که در پشت اتومبیل یک تابوت وجود دارد که در آن یک زامبی مخفی شده و زامبی ناگهان به والاس حمله می‌کند و او کنترل اتومبیل را از دست می‌دهد و از مسیر منحرف و وارد گورستان پاریس می‌شود. و سپس پس از عبور از گورستان و ورود به گورستان زیرزمینی پاریس به متروی پاریس میرسد و از آنجا به برج ایفل راه پیدا می‌کند و متوجه می‌شود برج ایفل توسط هیولای آدام کراولی احاطه شده و والاس در این مرحله به بالای برج ایفل سعود میکند، در بالای برج ایفل با کار گذاشتن بمب ساعتی (دینامیت) موجودی که برج ایفل را پوشانده را منفجر می‌کند و خود نیز از برج ایفل سقوط می‌کند روی تورهایی محافظ ایمنی و جان سالم بدر میبرد و سپس راشل را که زیر ستون سنگی گیر افتاده نجات می‌دهد.

## موسیقی متن بازی
موسیقی این بازی توسط راب زامبی ایجاد شده.